# Bunkercomplex Overvoorde
Het Bunkercomplex Overvoorde in Rijswijk is een in 1940 in de Tweede Wereldoorlog door de Duitsers gebouwd aantal bunkers als een zogenaamde Funkhorchstelle (afluistereenheid) ten bate van de Luftwaffe.

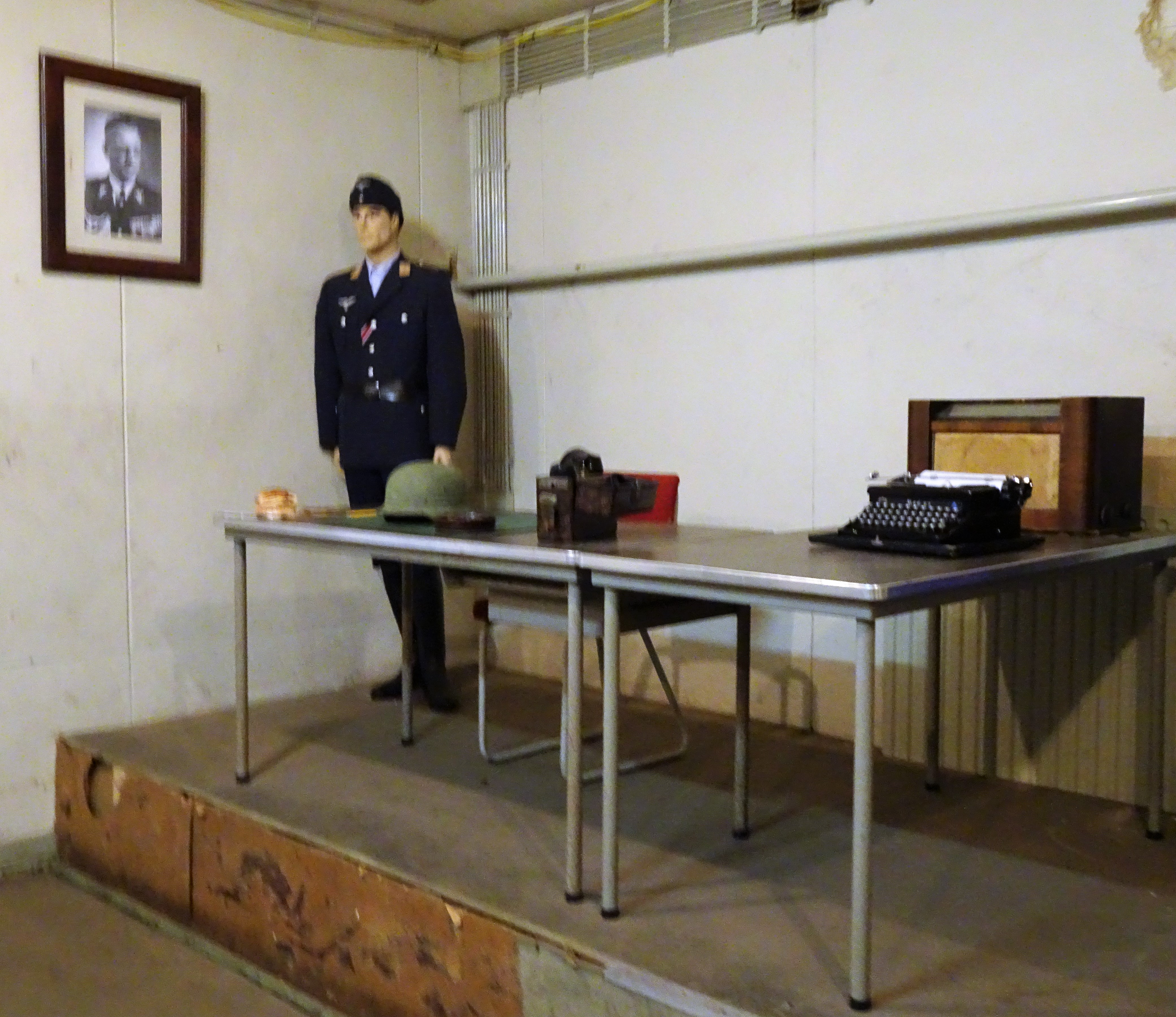
Ontvangstruimte voor radiosignalen en afgetapte telefoongesprekken in Duitse bunker in bunkercomplex Overvoorde in Rijswijk

## Geschiedenis

### Duitse bezetting
Kort  na de bezetting van Nederland door het Duitse Rijk werd het Haagse landgoed Overvoorde in Rijswijk als Stützpunkt ingericht met uiteindelijk de bouw van een 35-tal bunkers. Het landhuis werd voor gebruik als officiersverblijf gevorderd. Reden voor de bouw op dit landgoed was de aanwezigheid op het terrein van een in de jaren ’30 door het Duitse Siemens voor de PTT aangelegd internationaal telefoonleidingenknooppunt, de gunstige ligging ten opzichte van Engeland en de toen zeer afgelegen ligging in de landgoederenzone. De meeste Duitse bunkers waren gebouwd volgens standaardindelingen, die in typen werden ingedeeld. Zo liggen er nu nog een zestal Küver 413 bunkers, (Küver betekend  Küstenverteidigung) Het type 413 op Overvoorde wijkt af van het standaard type 413 en wordt daarom 413a genoemd. Het onderkomen in deze '"uver bood plaats aan negen manschappen. Dit type is in Nederland uniek. De grootste bunker in Overvoorde is eveneens een uniek gebouw, afwijkend van de standaardnormen, met 2,5 meter dikke muren en dak van gewapend beton en afmetingen van 39 x 12 meter. De bunker was een SK-bunker (Sonderkonstruktionbunker), ingericht voor het afluisteren van radio-, telefonie– en telegrafiesignalen en als communicatiepost. Er stonden vijf grote antennes, die samen dienst deden als peilontvanger (Adcock Horch-stelle) van 1940 tot 1943. Vooral het geallieerde berichtenverkeer van en naar Engeland werd opgevangen en later in de oorlog om van onder andere vliegveld Deelen Duitse jachtvliegtuigen de lucht in te sturen om geallieerde bommenwerpers te onderscheppen. In 1944 ontruimde de Luftwaffe het complex en verliet de locatie.
In de 7 bunkers op het complex waren als onderdeel van de Luftwaffe achtereenvolgens werkzaam: de eenheid 10.Luftnachrichtenfunkhorch Kompanie (1940-1941), 4.Kompanie/Luftnachrichtenfunkhorchregiment West (1942-1944) en rond 1943/1944 heeft ook de Waffen-SS het terrein gebruikt als de Quartiermeister-abteilung (Stützpunkt XLVIII Qu.Abt.Waffen SS).

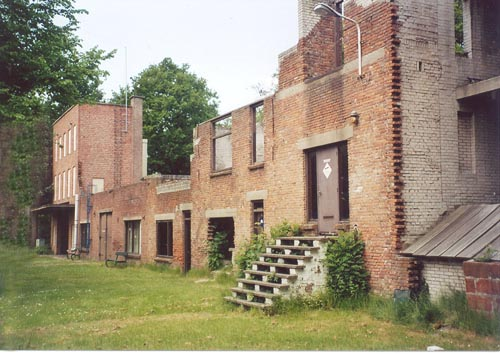
Het ruïnedorp op bunkercomplex Overvoorde.

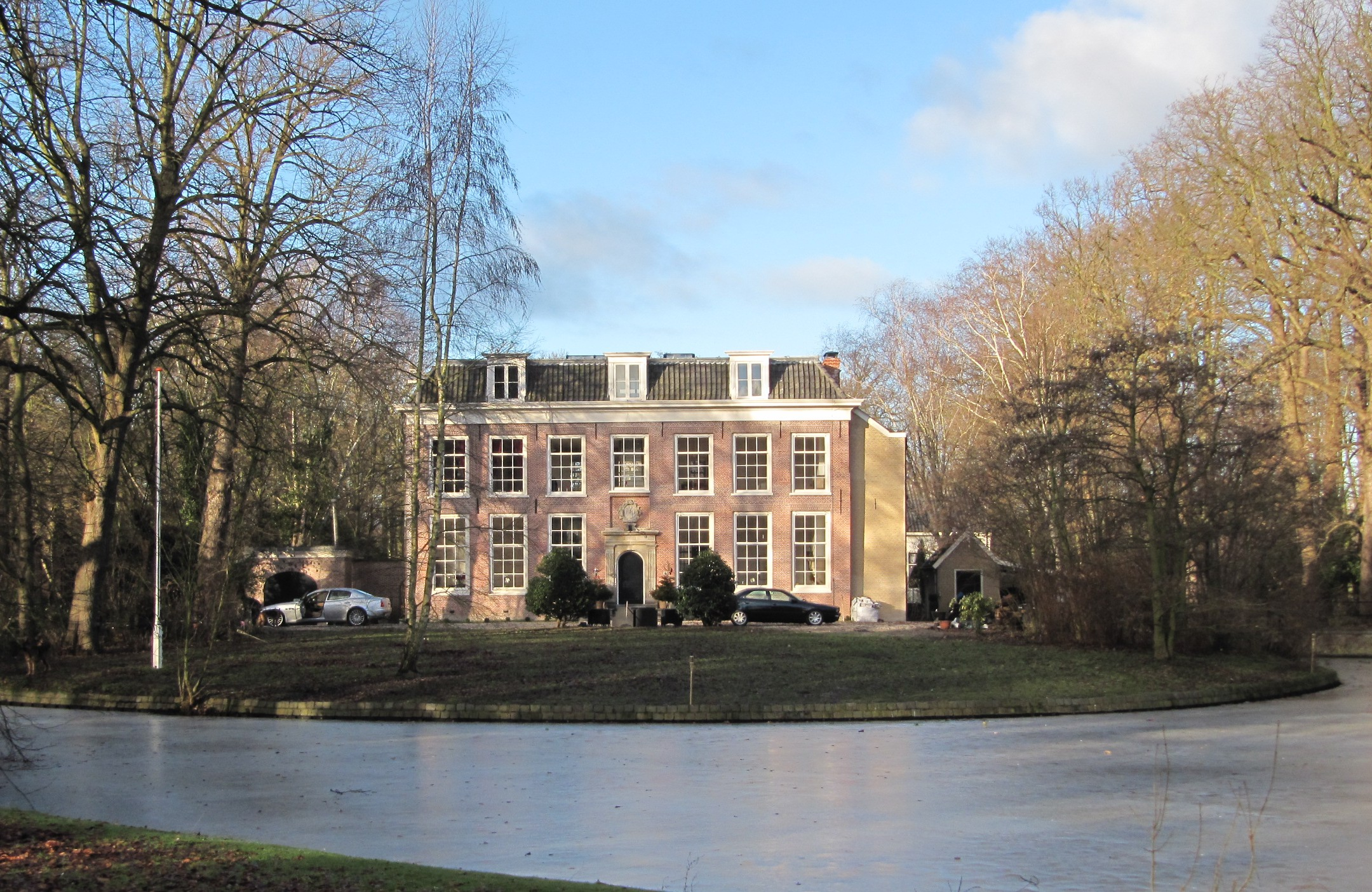
Landhuis Overvoorde.

### Verval in de jaren na de oorlog
Na de oorlog raakte het complex in verval, een aantal van de bunkers werden hergebruikt voor jeugdwerk en gebruikt voor het kweken van champignons. In juni 1953 is een groot aantal van de bunkers geruimd, waardoor er nu nog tien over zijn. Hieronder vallen 6 personeelsbunkers van het type Küver 413 variant, een toilet- en douchegebouw, een keuken- en kantinegebouw en een garage en nog minimaal twee deels overgebleven Tobruks (kleine eenpersoonsbunker en een machinegeweer).

### Bescherming Bevolking
Tijdens de Koude Oorlog werd van 1952 tot 1987 de Kringcommandopost Kring-A van de Bescherming Bevolking (BB) hier gevestigd. In 1969 werd een nieuwe bunker, die bestand is tegen atoomstraling, naast de Duitse SK-bunker gebouwd. Het complex bestond toen uit een tweetal ondergrondse commandoposten, een oefenruïne en een lesaccommodatie. Buiten werd een deel van de ruïnegebouwen gebruikt als oefenterrein. Na de opheffing van de BB in 1986 kwam het terrein in handen van de Regionale Brandweer Haaglanden, die het terrein voor oefeningen gebruikte.

### Museum Bescherming Bevolking
In het jaar 2000 is de stichting NCBB (Nationale Collectie Bescherming Bevolking) opgericht. Deze stichting heeft de BB-commandopost weer in volledig oorspronkelijke staat hersteld, zodat het geheel in combinatie met de door de Duitsers gebouwde bunkers voor bezoekers toegankelijk kon worden gesteld.
Na het overlijden van oprichter Mark Witte in 2013 is in 2014 is de stichting NCBB opgegaan in het NVI (Nederlands Veiligheidsinstituut) en is het museum verder gegaan onder de noemer "Museum Bescherming Bevolking" MBB. Het museum kreeg in 2016 tijdens Open Monumentendag de Monumentenprijs 2016 van de gemeente Rijswijk.
De door de Duitsers gebouwde kantine/keuken is door de stichting MBB gerestaureerd en is ingericht als museum, waar bezoekers een indruk kunnen krijgen uit de tijd van de koude oorlog en de taken van de Bescherming Bevolking. Ook is er in het museum een kleine conferentiezaal die te huur is voor bijvoorbeeld lezingen of groepsontvangst. Dit museum is op 7 april 2018 officieel geopend.